# Truco

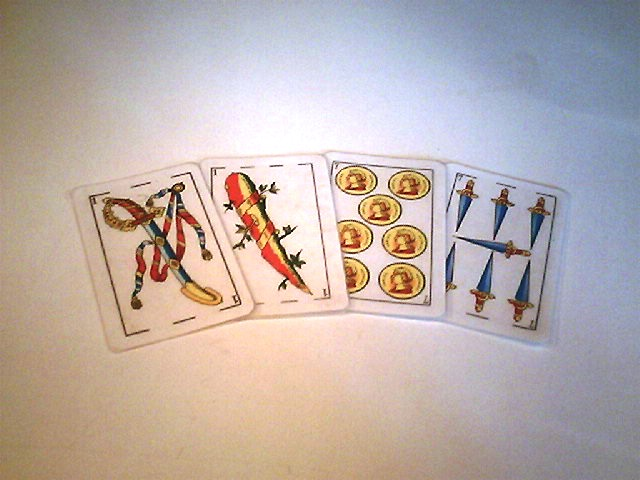
As quatro cartas mais “preciosas” no Truco.

Truco é um jogo de cartas surgido nos Países Catalães, praticado em diversos locais da América do Sul, algumas regiões da Espanha (Valência e Ilhas Baleares) e Itália. É um jogo de vazas jogado com o baralho espanhol, por dois, quatro ou seis jogadores, divididos em dois lados opostos. Na Região Sudeste do Brasil é jogado com o baralho francês, enquanto na Região Sul do Brasil usa-se o baralho espanhol.
Na versão jogada em Valência, na Espanha, utiliza-se um baralho espanhol de 22 cartas, já que todos os noves, oitos, figuras (reis, cavalos e damas), dois, ases de copas e de ouros e curingas são removidos.

## Origem
Talvez de origem árabe, o jogo surgiu nos Países Catalães, em Maiorca e Valência, onde é chamado Truc. No Brasil foi popularizado por imigrantes italianos, portugueses e espanhóis, posteriormente espalhando-se por todo o país e originando diversas variações.

## Regras
Cada jogador recebe três cartas que são de um subconjunto do baralho constituído pelos números 1 a 7, a dama (em castelhano: Sota), no valor de 8, o valete ou o Cavalo (em castelhano: Caballo), no valor de 9 e o Rei (em castelhano: Rey), no valor de 10.
A forma mais comum do jogo é a versão com quatro jogadores, em que há duas equipes de dois jogadores, que se sentam em frente um ao outro. Para seis jogadores, há duas equipes de três jogadores.
No Truco Cego, também são tirados os 8s e os 9s, jogando-se com os números de 1 a 7, mais o Valete (em castelhano: Hombre a pie ou em castelhano: Sota), o Cavalo (em castelhano: Caballo ou em castelhano: Hombre a Caballo) e o Rei (em castelhano: Rey ou em castelhano: Padre).
Pode-se jogar com 2, 4, 6, 8, 10 ou 12 pessoas, sempre divididos em dois times. Nas modalidades de 6 a 12 pessoas, as rodadas ímpares são jogadas em equipes e as rodadas pares são jogadas individualmente, somente os jogadores que estão de frente para o outro (as chamadas partidas de testa). Neste caso, os pontos individuais contam para a equipe como um todo. Ainda há uma última modalidade, com três pessoas, onde os jogadores se revezam, formando duplas contra um jogador sozinho, o carancho. Neste caso, os pontos são contados individualmente (mas a dupla ganha os pontos em conjunto). O carancho sempre recebe a primeira carta e uma carta extra. Destas, pode escolher as três melhores e descartar uma; daí o jogo segue normalmente.
O jogo é jogado até que uma equipe termine o jogo com 2 jogos de 12 pontos. São 24 pontos dividido em duas metades, a metade inferior chamado ruins (em castelhano: malas), e a metade superior chamada boas (em castelhano: buenas). A primeira equipe que fizer 12 pontos zera a pontuação e ela terá um ruins (em castelhano: malas), se ela conseguir fazer 12 pontos de novo ela ganha as boas (em castelhano: buenas) e ganha a queda, caso contrario a outra equipe também terá um ruins (em castelhano: malas) e quem vencer a próxima ganha a queda.
O apelo popular do jogo vem do sistema emocionante de apostas. Cada tipo de pontuação pode ser apostado para marcar mais pontos para a equipe. As propostas podem ser aceitas, rejeitadas ou aumentadas. O blefe e o engano também são fundamentais para o jogo.

### Rankingdas cartas
| Douradona | Irra | Dourada | Truco mineiro | Truco paulista | Truco cego/gaúcho/gaudério |
| --- | --- | --- | --- | --- | --- |
| 10 a 12 pessoas (quíntuplo ou sêxtuplo) paus | 8 pessoas (quadra) | 6 pessoas (trio) | 2 a 4 pessoas (par) | 2 a 6 pessoas | |
| Manilha 4: - Rei de Paus - Sete de Paus Manilha 3: - Rei de Ouros - Valete de Ouros - Dois de Ouros - Ás de ouros Manilha 2: - Dama de ouros - Valete de paus - 2 de paus (Duque) - As de paus (Piu) - 5 de paus (Cinquinho) - 4 de Espadas (Catatau) Manilha 1: - 4 de paus (Zap). - 7 de copas (7 copas). - Ás de espadas (Espadilha). - 7 de ouro (7 ouros). | Manilha: - 4 de espadas (Irra) - Rei de ouros (Douradão) - Dama de ouros (Dourada) - Valete de paus (Caculo) - 5 De espadas (Ferrão) - 4 de paus (Zap) - 7 de copas (7 copas) - Ás de espadas (Espadilha) - 7 de ouro (7 ouros) | Manilha: - Dama de ouros (Dourada) - Valete de paus (Caculo) - 5 De espadas (Ferrão) - 4 de paus (Zap). - 7 de copas (7 copas). - Ás de espadas (Espadilha). - 7 de ouro (7 ouros). | Manilhas (fixas): - 4 de paus (Zap) - 7 de copas (7 copas) - Ás de espadas (Espadilha) - 7 de ouro (7 ouros)                                                                             | Manilhas (móveis): - X de paus (Zap) - X de copas (Copeta) - X de espadas (Espadilha) - X de ouro (Picafumo) Depois de acabada a distribuição das cartas, vira-se uma carta do baralho na mesa (ato chamado de "tombo"), a carta sucessiva na hierarquia será a manilha do jogo. Por exemplo: após dar as cartas "tomba-se" um Rei, logo, o Ás será a manilha. É comum em alguns jogos os participantes optarem por evitar o 3 como manilha (para manter a posição de carta mais forte abaixo das manilhas), nesse caso quando tomba-se um 2, que acarretaria no 3 como manilha, o 4 passa a ser manilha. | - - Ás de espadas ("Espadilha", "Espadão" ou "Espadas" no Brasil, "Ancho de Espadas" ou "Macho" na Argentina, "Espadilla" no Uruguai). - Ás de paus ("Pauzão" ou "Bastão" no Brasil, "Ancho de Basto" ou "Hembra" na Argentina, "Bastillo" no Uruguai) - 7 de espadas ("Manilha de Espada" no sul do Brasil, "Siete Bravo" no Uruguai). - 7 de ouro (em português: Sete Belo; em castelhano: Siete de Oro. "Pica-fumo" ou "Pica" no Brasil, "Siete Belo" no Uruguai). - 3s. - 2s. - Ás de copas e Ás de ouro (em português: Ases Falsos; em castelhano: Anchos Falsos. Também chamados "Ases Podres" no sul do Brasil. "Copon" e "Huevo Frito", respectivamente, no Uruguai. O Ás de copas é chamado "Copeta" ou "Copas" no Brasil). - Os Reis, os Cavalos e os Valetes são chamados de "Cartas Negras" (ou figuras): - 12s (em português: Reis; em castelhano: Reyes ou Padres). - 11s (em português: Cavalos; em castelhano: Caballos). - 10s ("Valetes" no Brasil, "Sotas" ou "Hombre a pie" na Argentina e Uruguai). - 7 de paus e 7 de copas (em castelhano: Sietes Falsos). - As demais cartas são chamadas de "Cartas Blancas": - 6s - 5s - 4s |
| Números (baralho limpo): - 3 (todos). - 2 (todos). - Ás (todos menos de espadas). | Números (baralho limpo): - 3 (todos) - 2 (todos) - Ás (todos menos de espadas) | Números (baralho limpo): - 3 (todos) - 2 (todos) - Ás (todos menos de espadas) | Números (baralho limpo): - 3 (todos) - 2 (todos) - Ás (todos menos de espadas) | Números (baralho limpo): - 3 (todos) - 2 (todos) - Ás (todos) | - - Ás de espadas ("Espadilha", "Espadão" ou "Espadas" no Brasil, "Ancho de Espadas" ou "Macho" na Argentina, "Espadilla" no Uruguai). - Ás de paus ("Pauzão" ou "Bastão" no Brasil, "Ancho de Basto" ou "Hembra" na Argentina, "Bastillo" no Uruguai) - 7 de espadas ("Manilha de Espada" no sul do Brasil, "Siete Bravo" no Uruguai). - 7 de ouro (em português: Sete Belo; em castelhano: Siete de Oro. "Pica-fumo" ou "Pica" no Brasil, "Siete Belo" no Uruguai). - 3s. - 2s. - Ás de copas e Ás de ouro (em português: Ases Falsos; em castelhano: Anchos Falsos. Também chamados "Ases Podres" no sul do Brasil. "Copon" e "Huevo Frito", respectivamente, no Uruguai. O Ás de copas é chamado "Copeta" ou "Copas" no Brasil). - Os Reis, os Cavalos e os Valetes são chamados de "Cartas Negras" (ou figuras): - 12s (em português: Reis; em castelhano: Reyes ou Padres). - 11s (em português: Cavalos; em castelhano: Caballos). - 10s ("Valetes" no Brasil, "Sotas" ou "Hombre a pie" na Argentina e Uruguai). - 7 de paus e 7 de copas (em castelhano: Sietes Falsos). - As demais cartas são chamadas de "Cartas Blancas": - 6s - 5s - 4s |
| Letras (ou figuras) - Reis (todos) - Valetes (todos) - Damas (todos) - Ás (todos menos de espadas) | Letras (ou figuras): - Reis (todos menos o de ouros) - Valetes (todos menos o de paus) - Damas (todos menos a de ouros) | Letras (ou figuras): - Reis (todos) - Valetes (todos menos o de paus) - Damas (todos menos a de ouros)                                                                              | Letras (ou figuras): - Reis (todos) - Valetes (todos) - Damas (todos) | Letras (ou figuras): - Reis (todos) - Valetes (todos) - Damas (todos) | - - Ás de espadas ("Espadilha", "Espadão" ou "Espadas" no Brasil, "Ancho de Espadas" ou "Macho" na Argentina, "Espadilla" no Uruguai). - Ás de paus ("Pauzão" ou "Bastão" no Brasil, "Ancho de Basto" ou "Hembra" na Argentina, "Bastillo" no Uruguai) - 7 de espadas ("Manilha de Espada" no sul do Brasil, "Siete Bravo" no Uruguai). - 7 de ouro (em português: Sete Belo; em castelhano: Siete de Oro. "Pica-fumo" ou "Pica" no Brasil, "Siete Belo" no Uruguai). - 3s. - 2s. - Ás de copas e Ás de ouro (em português: Ases Falsos; em castelhano: Anchos Falsos. Também chamados "Ases Podres" no sul do Brasil. "Copon" e "Huevo Frito", respectivamente, no Uruguai. O Ás de copas é chamado "Copeta" ou "Copas" no Brasil). - Os Reis, os Cavalos e os Valetes são chamados de "Cartas Negras" (ou figuras): - 12s (em português: Reis; em castelhano: Reyes ou Padres). - 11s (em português: Cavalos; em castelhano: Caballos). - 10s ("Valetes" no Brasil, "Sotas" ou "Hombre a pie" na Argentina e Uruguai). - 7 de paus e 7 de copas (em castelhano: Sietes Falsos). - As demais cartas são chamadas de "Cartas Blancas": - 6s - 5s - 4s |
| Números (baralho sujo): - 7 (todos menos 7 de copas e 7 de ouros) - 6 (todos) - 5 (todos) - 4 (todos menos 4 de paus) | Números (baralho sujo): - 7 (todos menos 7 de copas e 7 de ouros) - 6 (todos) - 5 (todos menos o de espadas) - 4 (todos menos 4 de paus)                                                                                        | Números (baralho sujo): - 7 (todos menos 7 de copas e 7 de ouros) - 6 (todos) - 5 (todos menos o de espadas) - 4 (todos menos 4 de paus)                                            | Números (baralho sujo): - 7 (todos menos 7 de copas e 7 de ouros) - 6 (todos) - 5 (todos) - 4 (todos menos de paus)                                                                      | Números (baralho sujo): - 7 (todos) - 6 (todos) - 5 (todos) - 4 (todos) | - - Ás de espadas ("Espadilha", "Espadão" ou "Espadas" no Brasil, "Ancho de Espadas" ou "Macho" na Argentina, "Espadilla" no Uruguai). - Ás de paus ("Pauzão" ou "Bastão" no Brasil, "Ancho de Basto" ou "Hembra" na Argentina, "Bastillo" no Uruguai) - 7 de espadas ("Manilha de Espada" no sul do Brasil, "Siete Bravo" no Uruguai). - 7 de ouro (em português: Sete Belo; em castelhano: Siete de Oro. "Pica-fumo" ou "Pica" no Brasil, "Siete Belo" no Uruguai). - 3s. - 2s. - Ás de copas e Ás de ouro (em português: Ases Falsos; em castelhano: Anchos Falsos. Também chamados "Ases Podres" no sul do Brasil. "Copon" e "Huevo Frito", respectivamente, no Uruguai. O Ás de copas é chamado "Copeta" ou "Copas" no Brasil). - Os Reis, os Cavalos e os Valetes são chamados de "Cartas Negras" (ou figuras): - 12s (em português: Reis; em castelhano: Reyes ou Padres). - 11s (em português: Cavalos; em castelhano: Caballos). - 10s ("Valetes" no Brasil, "Sotas" ou "Hombre a pie" na Argentina e Uruguai). - 7 de paus e 7 de copas (em castelhano: Sietes Falsos). - As demais cartas são chamadas de "Cartas Blancas": - 6s - 5s - 4s |
| Usa-se tirar o baralho sujo, nesse caso você estaria jogando a variação "baralho limpo". | Usa-se tirar o baralho sujo, nesse caso você estaria jogando a variação "baralho limpo". | Usa-se tirar o baralho sujo, nesse caso você estaria jogando a variação "baralho limpo".                                                                                            | Cartas variadas como 3 1/2 podem aparecer no truco mineiro em forma de coringa - ou 10 de paus, Usa-se tirar o baralho sujo, nesse caso você estaria jogando a variação "baralho limpo". | | Além disso, a versão uruguaia do jogo usa uma "Muestra" de cada mão (Truco de Mostra). As seguintes cartas do mesmo naipe da "Muestra" que sejam maiores do que o Ás de espadas e são chamados de "Piezas": 2, 4, 5, Cavaleiro (Cavalo), que em algumas regiões é chamado de Perico, valem 30 pontos, e o Valete, que em algumas regiões é chamado Perica, vale 29 pontos. Finalmente, se qualquer jogador tem o Rei do mesmo naipe que a "Muestra" e a "Muestra" é um "Pieza", o rei torna-se essa carta. |

### Mão e Pé
No Truco, existem dois conceitos sobre o jogador que começa a rodada e quem é o último. O mão (em castelhano: mano), é o que joga primeiro, e o pé (em castelhano: pie), é o último a jogar. O mão é sempre o jogador à direita do pé. A troca para dar as cartas é então passada para a esquerda, de modo que a mão da primeiro turno é o pé do segundo e assim por diante. Se estiver jogando em equipes, parceiros sentam-se de frente um para o outro. Há um costume entre os jogadores mais experientes (por vezes considerado até como uma regra) de se deixar o baralho à esquerda de quem ira distribuir as cartas. Assim, o próximo "dador" saberá que é a sua vez ao ver o baralho à sua esquerda.
Eles também podem se referir, quando jogando em equipes de dois, qual jogador da parceria joga antes e qual depois. Isso não tem importância no jogo, como o jogo é sempre feito sentido anti-horário. Mas tem um significado estratégico uma vez que o pé de uma equipe é tradicionalmente considerado o "capitão" da parceria durante a rodada, decidindo a melhor tática a ser aplicada por saber quais cartas já foram jogadas.
O mão da equipe adversária é o primeiro a falar ("cantar") os seus pontos de envido. Se o jogo estiver empatado (por exemplo, se dois adversários têm os mesmos pontos de envido), o mão ganha. Essa vantagem é compensada pelo fato de que, sendo o último a jogar, o pé joga com todas as cartas visíveis de seus oponentes, como visto acima. Isso também leva ao fato de, apesar de não ser obrigatório, o pé da dupla ser quem chama o envido. Outra questão é o fato de o pé poder ter uma "flor"; se o mão chamar o envido, está falando pela dupla (ou equipe), o que anularia a flor do seu parceiro.

### Embaralhamento e distribuição das cartas
Um dos jogadores é escolhido para ser o primeiro a distribuir as cartas, três para cada jogador e uma vira (truco paulista). As cartas podem ser dadas picadas ou três a três com a primeira sendo do mão. É permitida a feitura do maço, assim como é permitido o desfiamento das cartas nas mãos, sem a criação de montinhos na mesa. Dá-se o monte para o adversário à esquerda cortar. Se o corte for seco ou não houver corte, o cortador poderá tirar cartas para o seu parceiro ou para si, respeitando-se as normas gerais explicadas adiante. O monte cortado volta então ao distribuidor. Mesmo que o cortador corte o maço a seco, bata o cotovelo ou embaralhe, o pé dará cartas por cima ou por baixo, a seu critério. Porém, após deslizar a primeira carta (por cima ou por baixo), não pode mais mudar de opinião. Também é permitido que ocorra a troca de cartas caso algum dos jogadores tenha recebido os 3 palhaços, Dá-se esse nome as 3 sucessivas cartas Q,J,K se o adversário não falar aonde pegar as 3 cartas, as mesmas são pegas de cima do monte.

### Sistema de pontos (Sistema de 1 tento, geralmente truco paulista)
O jogo é disputado em mãos. Cada mão vale inicialmente 1 ponto, e ganha o jogo a dupla, trio, etc. que fizer 12 pontos. A mão é dividida em três rodadas (ou vazas). Em cada rodada cada jogador coloca uma de suas cartas na mesa, e o jogador com a carta mais forte vence a rodada. Quem ganhar duas dessas rodadas ganha a mão e marca 1 ponto, e uma nova mão se inicia.
Em caso de empate ("cango") na primeira rodada, o vencedor da segunda é o vencedor, se "cangar" na segunda de novo o vencedor da terceira é o vencedor, se mais uma vez "cangar" não tem nenhum vencedor.
Em caso de empate na segunda ou terceira rodada, o vencedor da primeira é o vencedor.
A qualquer hora o jogador pode pedir Truco. É o grande momento do jogo. O Truco é pedido para elevar a aposta a três tentos. Ao ser trucada, a dupla adversária tem direito a três ações:
1. Mandar cair: a mão passa a valer três tentos.
2. Pedir 6: a mão passa a valer seis tentos.
3. Fugir: a dupla que trucou leva um tento.

Ao optar pela segunda opção (pedir 6), a dupla trucada passa à dupla que trucou três novas ações:
1. Mandar cair: a mão passa a valer seis tentos.
2. Pedir 9: a mão passa a valer nove tentos.
3. Fugir: a dupla que pediu 6 leva três tentos.

Ao seguir a segunda opção, a dupla que pediu 9 passa à dupla que pediu 6 três ações:
1. Mandar cair: a mão passa a valer nove tentos.
2. Pedir jogo: a mão passa a valer o jogo (doze tentos).
3. Fugir: a dupla que pediu 9 leva seis tentos.

Ao seguir a segunda opção, pela segunda ação, a dupla que pediu jogo deixa à dupla que pediu 9 três ações:
1. Mandar cair: a mão vale o jogo (12 tentos).
2. Pedir queda: a mão vale a queda (2 jogos, ou seja 24 pontos, o ganhar do jogo inteiro)
3. Fugir: a dupla que pediu jogo leva nove tentos.

Finalmente, pela segunda ação, a dupla que pediu queda deixa à dupla que pediu jogo duas ações:
1. Mandar cair: a mão vale a queda, o vencedor vence tudo.
2. Fugir: a dupla que pediu jogo leva o jogo.

A Mão de 11 é aquela na qual uma dupla ou trio atinge 11 pontos. Na Mão de 11 é permitido olhar as cartas do parceiro, para as duas duplas. Caso a dupla resolva jogar, a mão valerá três tentos. Caso resolva fugir, os adversários ganham um tento. Quem trucar em Mão de 11 perderá três tentos. O empate em Mão de 11 beneficiará os adversários com três tentos. Com cartas a provar vitória garantida em Mão de 11, o desenvolvimento da jogada se torna desnecessário, bastando tão somente que essas cartas sejam mostradas.
Havendo empate, ninguém ganha tento, passando-se o monte adiante.
Há ainda uma variação jogada neste caso, em que nenhum jogador pode ver suas cartas. Deve-se jogar as cartas na sorte (no Escuro) chamada mão de ferro, normalmente usa-se a mão de ferro quando esta mão de 11 a mão de 11.caso alguma dupla ver as cartas, nas cegas, a dupla perde.

### Situações especiais e particularidades
Quando um jogador não recebe três cartas, e é o adversário quem as distribui, não sendo isso percebido, a mão é ganha por quem recebeu o número errado de cartas, valendo o número de pontos que eram disputados na mão. Por isso é que geralmente, após se dar as cartas, quem distribui pergunta se todos têm três cartas, pois havendo a constatação de tal antes da mão iniciar-se, pode ser regularizado o número de cartas.
Quando é provado que há fraude (roubo, escolha de cartas, olhar o bolo de cartas, ver as do adversário - antes ou depois do término da mão), a dupla que a comete é punida com a perda de um ponto e, caso esteja distribuindo as cartas, "perde a mão", ou seja, perde o direito de distribuí-las.
se um integrante trucar novamente não é valido, mas não perde pontos.
Se o jogador perder de 0 ponto há uma tradição muito popular onde o mesmo deve passar por de baixo da mesa que jogaram a partida.
Se o jogador perder de 1 ponto, deve-se morder a ponta da mesa jogada

### Desenvolvimento do jogo (Sistema de 2 tentos, geralmente truco mineiro)
O jogo é disputado em mãos. Cada mão vale inicialmente 2 pontos, e ganha o jogo a dupla, trio, etc. que fizer 12 pontos. A mão é dividida em três rodadas (ou vazas). Em cada rodada cada jogador coloca uma de suas cartas na mesa, e o jogador com a carta mais forte vence a rodada. Quem ganhar duas dessas rodadas ganha a mão e marca 2 pontos, e uma nova mão se inicia.
Em caso de empate ("cango") na primeira rodada, o vencedor da segunda é o vencedor, se "cangar" na segunda de novo o vencedor da terceira é o vencedor, se mais uma vez "cangar" não tem nenhum vencedor.
Em caso de empate na segunda ou terceira rodada, o vencedor da primeira é o vencedor.
A qualquer hora o jogador pode pedir Truco. É o grande momento do jogo. O Truco é pedido para elevar a aposta a Quatro tentos. Ao ser trucada, a dupla adversária tem direito a três ações:
1. Mandar cair: a mão passa a valer 4 tentos.
2. Pedir 6: a mão passa a valer 8 tentos.
3. Fugir: a dupla que trucou leva 2 tentos.

Ao optar pela segunda opção (pedir 6), a dupla trucada passa à dupla que trucou três novas ações:
1. Mandar cair: a mão passa a valer 8 tentos.
2. Pedir 9: a mão passa a valer 10 tentos.
3. Fugir: a dupla que pediu 6 leva 4 tentos.

Ao seguir a segunda opção, a dupla que pediu 9 passa à dupla que pediu 6 três ações:
1. Mandar cair: a mão passa a valer 10 tentos.
2. Pedir jogo: a mão passa a valer 12 tentos.
3. Fugir: a dupla que pediu 9 leva 8 tentos.

Ao seguir a segunda opção, pela segunda ação, a dupla que pediu jogo deixa à dupla que pediu 9 três ações:
1. Mandar cair: a mão vale o jogo (12 pontos).
2. Pedir queda: a mão vale a queda (2 jogos, ou seja 24 pontos, o ganhar do jogo inteiro)
3. Fugir: a dupla que pediu 12 leva 10 tentos.

Finalmente, pela segunda ação, a dupla que pediu queda deixa à dupla que pediu jogo duas ações:
1. Mandar cair: a mão vale a queda, o vencedor vence tudo.
2. Fugir: a dupla que pediu queda leva o jogo.

A Mão de 10 é aquela na qual uma dupla ou trio atinge 10 pontos. Na Mão de 10 para uma só equipe, é permitido olhar as cartas do parceiro (isso combinado antes de iniciar o jogo). Caso a dupla resolva jogar, a mão valerá 4 tentos. Caso resolva fugir, os adversários ganham 2 tentos. E proibido trucar, quem trucar em Mão de 10 perderá 4 tentos. Com cartas a provar vitória garantida em Mão de 10, o desenvolvimento da jogada se torna desnecessário, bastando tão somente que essas cartas sejam mostradas. Havendo empate, ninguém ganha tento, passando-se o monte adiante. Há ainda uma variação jogada neste caso, em que nenhum jogador pode ver suas cartas. Deve-se jogar as cartas na sorte (no Escuro) chamada mão de ferro, normalmente usa-se a mão de ferro quando está, mão de 10 a mão de 10.

## Truco paulista
Truco paulista ou ponta acima é um jogo de Vaza, variação do truco mineiro, e se diferencia desta pela manilha (trunfo), que varia a cada rodada. É jogada com o baralho francês de 52 cartas, removendo-se as cartas 8, 9 e 10 do baralho, como forma de obter as 40 cartas necessárias para jogar, conjunto conhecido como Baralho Espanhol.
Em cada mão são distribuídas três cartas para cada jogador. A cada vez, um dos participantes será o mão, responsável por jogar a primeira carta e a vitória no caso de empate na jogada das cartas. As mãos são formadas por três rodadas, começadas pelo jogador mão (que ficará sempre à direita de quem deu as cartas). Em cada rodada, o jogador abre uma carta na mesa, e vence aquele que tiver a mais forte. O vencedor é o jogador ou dupla que vencer duas das três rodadas. No truco, é fundamental ter em mente a força das cartas, pois ela é diferente do comum e serve para derrotar o adversário. A força das cartas é pré-definida, mas também variável em função da carta vira, que é a carta aberta após distribuição das cartas. A vira determina a manilha.
A força das cartas, da maior para a menor, independente da vira é: 3 (Terno), 2 (Duque), A (Ás), K (Rei), J (Valete), Q (Dama), 7, 6, 5 e 4. O naipe da carta virada não tem importância, e o valor das manilhas para o jogo segue a seguinte ordem de naipes
Os critérios de desempate são:
- Quem vencer a primeira rodada possui vantagem em caso de empate nas outras duas rodadas.[10]
- Em caso de empate na primeira rodada, o vencedor da segunda é o vencedor da mão.[10]
- Sempre que houver empate, a vez de jogar é do jogador mão.[10]
- Em caso de empate em todas as rodadas, o mão será o vencedor.[10]

## Truco gaudério
Truco gaudério ou truco gaúcho é uma variação do truco, praticada principalmente no Rio Grande do Sul. É jogado com o baralho espanhol de 50 cartas, mas as cartas 8 e 9, além dos curingas, são removidas, somando um total de apenas 40 cartas (10 de cada naipe). Diferencia-se igualmente pelos pedidos de Envido e Flor.
Pode ser disputado por 2, 3, 4 ou 6 jogadores, que se enfrentam em duplas. Cada jogador recebe 3 cartas, e a equipe que fizer o número de tentos máximo (12 ou 24) é a vencedora. Além do pedido de Truco, que pode aumentar o valor da mão, também existem os pedidos de Envido e Flor, que são disputas paralelas e também contabilizam pontos no placar geral. Ao contrário do truco paulista, no truco gaudério não há existência da carta vira. As manilhas são pré-determinadas, e são as cartas mais fortes do jogo. Além das manilhas, o ranking de força das cartas na ordem decrescente é 3, 2, 1, 12, 11, 10, 7, 6, 5 e 4.
O Envido é uma disputa paralela, que ocorre antes do início de cada rodada. Isso significa que ela não interfere nos pedidos de truco, e possibilita que uma equipe some pontos do mesmo naipe, mesmo perdendo na disputa de cartas. A base do Envido é a soma do valor de duas cartas do mesmo naipe na mão de cada jogador, sendo que cada uma vale o número que corresponde, com exceção do 10, 11 e 12. Isto significa que o 2 vale 2, o 3 vale 3 e assim por diante. As cartas 10, 11 e 12 valem zero ponto.

## Regras
1. ↑  Enciclopedia de los Juegos de Cartas, pg. 111. Niké Arts. American Bar Association. ISBN 9788479273514 (1999)
2. ↑  Jogue Truco Como a Malandragem. Luiz Butcher Accacio. Biblioteca 24x7. ISBN 9788578932398 (2008)
3. ↑  FABRA I POCH, Pompeu: Diccionari General de la Llengua Catalana. Barcelona, Antoni López Llausàs, 1968, 5ª edición.
Truc: "joc de cartes que es juga ordinàriament entre quatre persones que van dues contra les altres dues, cadascuna de les quals rep tres cartes i cada bandol guanya punts guanyant dues bases (guanyar el truc), les cartes matantse le unes a les altres segons un ordre establert, y fent objecte d'envit el guanyar el truc (trucar) o el nombre de punts que sumen els valor de dues cartes del mateix [mismo] coll [palo] acoblades [emparejadas] en una mà (envidar), i, en algunes variants del joc (truquiFlor), pel fet de tenir Flor o una Flor guanyadora d'una altra".
4. ↑  "Jogo de truco é imortalizado em obra de autor maringaense". www.odiario.com, 10 de junho de 2010
5. 1 2 3 4 5  Como Jogar Truco
6. ↑  McLeod, John. «Card Games in Venezuela». National and Regional Games > Venezuela. Pagat.com. Consultado em 14 de Fevereiro de 2012
7. ↑  Parlett, David Sidney (1990). The Oxford Guide to Card Games. [S.l.]: Oxford University Press. 100 páginas. ISBN 0192141651
8. ↑  Jogo de Truco
9. 1 2  Regulamento de Truco
10. 1 2 3 4 5 6 7  Regras do Truco
11. 1 2  Força das Cartas
12. ↑  Regras do Truco Gaudério
13. ↑  Objetivo do jogo
14. ↑  Força das cartas
15. https://clubedotruco.com.br/regras-truco-paulista.html
16. https://clubedotruco.com.br/regras-truco-mineiro.html